# Middlemarch
Middlemarch è un romanzo di George Eliot, pseudonimo di Marie Anne Evans (in seguito Marian Evans). È il suo settimo e penultimo romanzo, iniziato nel 1869 e poi interrotto durante la malattia mortale di Thornton Lewes, figlio del suo amante George Henry Lewes. Nel corso dell'anno successivo alla morte di Thornton, Eliot riprese il lavoro, fondendo in un'unica opera coerente diverse storie, e tra il 1871-1872 il romanzo apparve in forma seriale. La prima edizione in un unico volume venne pubblicata nel 1874, ottenendo un'ampia diffusione.
Sottotitolato Uno studio di vita provinciale, il romanzo è ambientato a Middlemarch, una città di fantasia dell'Inghilterra centrale, tra il 1830 e 1832, ed è composto da un intreccio di trame in cui figurano numerosi personaggi e ha per oggetto una grande varietà di temi come lo status delle donne, la natura del matrimonio, l'idealismo e gli interessi personali, la religione e l'ipocrisia, nonché le riforme politiche del tempo. La narrazione è lenta, il tono vagamente — con la voce dell'autrice che di tanto in tanto irrompe nel racconto — e il canovaccio è molto ampio.
A dispetto di alcuni personaggi vagamente comici (Mr. Brooke, la "piccola zia" Miss Noble), Middlemarch è un'opera realista. Attraverso le voci e le differenti opinioni rappresentate, si viene a conoscenza degli argomenti più discussi dell'epoca, dalla riforma elettorale alle prime ferrovie, dalla morte di Giorgio IV alla successione di suo fratello, il Duca di Clarence. Vengono trattate tematiche relative allo stato della scienza medica del tempo e ci si imbatte nella mentalità di una comunità stabilita al momento in cui affronta dei cambiamenti non desiderati. Gli otto libri attraverso cui si snodano le vicende non sono entità separate, ma riflettono la pubblicazione seriale originaria. Un breve Preludio introduce l'idea di una moderna Santa Teresa, riferendosi implicitamente a Dorothea; un Epilogo al seguito degli otto libri accenna alle vicende future dei personaggi principali.
Middlemarch ha mantenuto la sua popolarità e il suo prestigio come uno dei capolavori della narrativa inglese, benché alcuni critici abbiano espresso il loro malcontento sul destino riservato a Dorothea. In secoli diversi, sia Florence Nightingale sia Kate Millett hanno evidenziato la subordinazione dei suoi sogni a quelli di Ladislaw. Tuttavia Virginia Woolf è stata una delle sostenitrici del romanzo, descrivendolo come «un libro magnifico che, pur con tutte le sue imperfezioni, è uno dei pochi romanzi inglesi veramente per adulti».

## Genesi dell'opera
Il primo gennaio 1869 George Eliot fece una lista dei suoi obiettivi nel diario personale: la lista includeva «un romanzo chiamato Middlemarch», insieme ad alcune poesie e altri progetti. Il suo romanzo precedente, Felix Holt, era stato pubblicato più di due anni prima e non ebbe un buon esito commerciale. Ciò nonostante, il futuro nuovo romanzo sarebbe stato comunque ambientato nella stessa Inghilterra pre-riforma elettorale di Felix Holt, e avrebbe affrontato la stessa questione della riforma, sebbene in maniera meno centrale.
Nelle stesure iniziali Middlemarch era la storia di un medico ambizioso, Lydgate, la famiglia Vincy e Mr. Featherstone; ma la stesura procedeva con lentezza e nel settembre dello stesso anno solo tre capitoli erano stati completati. La ragione principale di questa fase di stasi fu la malattia del figlio di Lewes, Thornie, che stava lentamente morendo di tubercolosi. A seguito della sua morte, avvenuta il 19 ottobre 1869, tutto il lavoro sul romanzo si era fermato. È incerto se, a questo punto, la Eliot avesse intenzione di riprendere il vecchio progetto; nel novembre del 1870, più di un anno dopo, iniziò a lavorare su una storia completamente nuova, "Miss Brooke", incentrata su Dorothea. Non è documentato il momento in cui la Eliot decise di fondere questa storia con la trama che riguardava Lydgate-Vincy-Featherstone, ma il processo era già in corso nel marzo del 1871.
Al crescere dell'estensione del romanzo, si decise anche in merito alla modalità di pubblicazione: nel maggio del 1871 Lewes chiese all'editore John Blackwood di fare uscire la storia in otto parti, a intervalli bimestrali a partire dal dicembre del 1871. Blackwood accettò e gli otto libri apparvero come convenuto durante il 1872, mentre le ultime due parti furono pubblicate in due mesi consecutivi, nel novembre e dicembre 1872.

## Trama
La giovane Dorothea Brooke è una donna benestante e idealista, impegnata in progetti finalizzati ad aiutare i poveri della contea. In apparenza sarebbe destinata a una vita comoda e oziosa in qualità di moglie di un vicino proprietario terriero, sir James Chettam, ma con sgomento di sua sorella Celia (che in seguito sposerà Chettam) e del suo loquace zio Mr. Brooke, decide di sposare Edward Casaubon, un pedante erudito di mezza età che lei ritiene sia impegnato in una grande opera, la Chiave di tutte le Mitologie. La giovane desidera trovare appagamento dalla condivisione della vita intellettuale di suo marito, ma durante un'infelice luna di miele a Roma, Dorothea sperimenta la di lui indifferenza verso le sue ambizioni. A mano a mano inizia a rendersi conto che il suo grande progetto è destinato a fallire, e i suoi sentimenti verso il marito degradano verso la semplice pietà. Nel frattempo Dorothea stringe una tenera amicizia con un giovane cugino di Casaubon, Will Ladislaw, ma l'avversione di suo marito per lui è chiara, e a Ladislaw viene proibito di fare loro visita. A seguito dell'aggravarsi delle sue condizioni di salute, Causabon tenta di estorcere a Dorothea la promessa che, se lui dovesse morire, lei eviterà «di fare ciò che io disapprovo, e impegnarsi a ciò che io desidero» - sottintendendo l'interruzione di qualsiasi contatto con Ladislaw. Ma prima che Dorothea possa dare una risposta, Casaubon muore. Alla morte viene scoperto un codicillo al testamento in cui è statuito che Dorothea potrebbe sposare Ladislaw solo a costo di rinunciare all'eredità.
Parallelamente, un giovane medico idealista, Tertius Lydgate, è arrivato a Middlemarch, pregno di concezioni progressiste sulla riforma della sanità. Il suo lavoro al nuovo ospedale di Middlemarch lo mette in contatto con il finanziere Mr. Bulstrode, che ha inclinazioni da filantropo, ma anche un certo fanatismo religioso e un passato oscuro. Nipote di Bulstrode, in quanto figlia del fratello di sua moglie, è Rosamond, secondogenita del sindaco e da tutti considerata la ragazza più bella di Middlemarch. Rosamond comincia a mettere gli occhi addosso a Lydgate, attratta anche dalle sue parentele aristocratiche e riesce ben presto a impalmare Tertius, ma la distanza tra l'egocentrismo di lei e l'idealismo di lui garantisce un matrimonio infelice. Sia la venalità di sua moglie come anche la sua debolezza lo portano a sobbarcarsi enormi debiti, fino a costringerlo a chiedere aiuto a Bulstrode. A fargli da supporto nelle pene della vita matrimoniale e nei disastri finanziari è Camden Farebrother, un parroco locale dallo spirito generoso e accattivante.
Nello stesso tempo facciamo la conoscenza di Fred, fratello irrequieto e irresponsabile di Rosamond, che ha ricevuto un'istruzione universitaria ed è destinato - a dispetto dei suoi desideri - a una carriera ecclesiastica. Fred è innamorato della sua fidanzatina d'infanzia, Mary Garth, un'assennata e schietta giovane donna che non lo accetterà fin quando non abbandonerà la Chiesa e sceglierà una carriera a lui più consona. Mary è la causa involontaria della perdita da parte di Fred di una considerevole fortuna, lasciatagli in eredità dal vecchio e irascibile Mr. Featherstone, poi revocata da un successivo testamento che Featherstone, sul letto di morte, chiede a Mary di distruggere. Mary, non al corrente di ciò che è in gioco, rifiuta di assecondare Featherstone e Fred, in difficoltà finanziarie a causa di affari sui cavalli non andati a buon fine e di alcuni debiti di gioco, è costretto a prendere in prestito dal padre di Mary, Caleb Garth, la somma necessaria per ripianare i debiti. Questa umiliazione sciocca Fred al punto da convincerlo a rivalutare le sue scelte di vita, e si decide a fare pratica come amministratore terriero presso l'indulgente Caleb.
Questi tre intrecci narrativi - con alcune sottotrame come quella che vede il tragico e tuttavia comico tentativo di Mr. Brooke di entrare nel Parlamento come sostenitore della riforma elettorale - fanno da base ai primi due terzi della storia, fin quando non emerge un nuovo filone, con l'apparizione di John Raffles: egli è a conoscenza del passato oscuro di Bulstrode ed è determinato a sfruttarlo a suo vantaggio. Il terrore di Bulstrode di vedersi additare dalla comunità come un ipocrita lo porta ad accelerare la malattia mortale di Raffles, dandogli accesso all'alcool altrimenti proibitogli, ma è troppo tardi: Raffles aveva già diffuso la voce. Il disonore di Bulstrode ricade anche sullo sfortunato Lydgate, in quanto il prestito del finanziere da lui ricevuto diviene pubblico, e tutti lo ritengono quindi suo complice. Solo Dorothea mantiene la fiducia in Lydgate, ma questi e Rosamond sono costretti a causa del pubblico disonore a lasciare Middlemarch, mentre l'unica consolazione per il disonorato e ingiuriato Bulstrode è che sua moglie gli rimane accanto mentre anch'egli affronta l'esilio volontario.
L'ultimo filone del complesso intreccio (anche questo parallelo agli altri) riguarda Ladislaw, che fin dal primo incontro non ha mai fatto parola del suo amore per Dorothea. Rimane per un periodo a Middlemarch, lavorando per Mr. Brooke e diventando il fulcro delle insidiose attenzioni di Rosamond. Dopo il fallimento della campagna elettorale di Brooke non c'è nulla che trattenga Ladislaw a Middlemarch, e fa quindi visita a Dorothea per annunciarle il suo addio. Ma Dorothea, sollevata dalla presenza di Casaubon ma ancora prigioniera del suo testamento, scandalizza nuovamente la sua famiglia, annunciando di sposare Ladislaw. Allo stesso tempo Fred, che si è dimostrato un allievo capace nella professione di Caleb, ottiene finalmente l'approvazione e la mano di Mary.
Al di là delle storie principali, continui sono gli accenni alle altre scene: osserviamo gli avari parenti di Featherstone che fanno visita al vecchio possidente per essere inclusi nel testamento; visitiamo lo strano ménage familiare di Farebrother; veniamo a conoscenza di enormi divisioni economiche e sociali. Ma queste fanno soprattutto da sfondo, mentre l'autrice lascia nel finale le storie principali in gran parte sospese, affidando a un breve Epilogo il compito di riassumere le fortune dei nostri protagonisti durante i successivi trent'anni. Il libro si conclude come era iniziato, con Dorothea: «La piena natura di lei [...] si esaurì in rivoli che sulla terra non portavano un gran nome. Ma l'effetto della sua esistenza su coloro che la circondavano si diffuse in misura incalcolabile: perché il bene crescente del mondo in parte dipende da azioni prive di storia».

## Tematiche trattate

### Istruzione
Il libro esamina il ruolo dell'istruzione nella vita dei personaggi e come essa li abbia influenzati. Gli studi in una scuola di buone maniere di Rosamond Vincy sono in contrasto con la religiosa ricerca continua di conoscenza di Dorothea. In principio Rosamond ammira Lydgate per il suo intelletto e la sua cultura esotica (avendo questi studiato a Parigi, a differenza di molti altri medici di Middlemarch). Una dinamica simile è presente nella relazione tra Casaubon e Dorothea, provando quest'ultima una forte riverenza verso l'intelligenza e l'eloquenza del marito. Ma in entrambi i casi le aspettative delle giovani mogli sulle capacità dei consorti non rispecchiano la realtà.
A dispetto della sua estrema erudizione, Mr. Casaubon è spaventato dall'idea della pubblicazione in quanto crede di dover scrivere un'opera che sia al di sopra di tutte le critiche. Al contrario, Lydgate si gloria di tanto in tanto delle sue capacità, inimicandosi i suoi colleghi medici. Egli guarda ai cittadini di Middlemarch con un certo disprezzo, generato dalla convinzione che la gente di provincia sia ritrosa e priva di interesse. Nella sua istruzione, comunque, non hanno fatto parte il tatto e la pratica politica, competenze essenziali in una cittadina ma viste da Lydgate come inferiori al suo status di brillante dottore.

### Classi sociali
I personaggi del libro appartengono a distinte classi sociali basate su lignaggio e censo. La classe signorile (cioè quella classe di possidenti terrieri finanziariamente indipendente che non ha bisogno di lavorare per vivere) rappresentata da Sir James Chettam, Mr. Casaubon, il vecchio Mr. Featherstone e la famiglia Brooke (Dorothea, Celia e lo zio). La classe dei mercanti e quella dei professionisti sono rappresentate dalla famiglia Vincy (e in particolare da Fred e Rosamond), mentre la classe di lavoratori è rappresentata dalla famiglia Garth.
Anche l'ascesa e la discesa tra le classi sociali sono uno dei temi del libro. Mr. Vincy, che è diventato ragionevolmente ricco ma che vive al di sopra dei suoi mezzi e ha insegnato ai suoi figli Fred e Rosamond a fare altrettanto, spera che essi riescano a salire i gradini della scala sociale: egli ritiene che Fred erediterà una sostanziosa quantità di denaro dal vecchio Mr. Featherstone, e pertanto questi non subisce sollecitazioni a studiare duramente e a superare gli esami. Mr. Vincy abitua Rosamond a spendere in maniera sconsiderata perché è convinto che, grazie alla bellezza e al fascino della ragazza, ella riuscirà a sposare un uomo importante. Nessuno dei due figli di Vincy ha successo: Fred si aliena Mr. Featherstone e non eredita la fortuna che sperava, e finché non si immerge nel lavoro e realizza il suo destino come membro della classe lavoratrice non guadagna il rispetto di Mary Garth. Rosamond sposa il dott. Lydgate credendo di entrare a far parte di una classe superiore laddove Lydgate è in realtà a corto di soldi e dopo il matrimonio sprofonda nei debiti. Rosamond difatti insiste a mantenere uno stile di vita da classe altolocata persino quando suo marito tenta di ridurre le spese liquidando degli effetti personali per evitare il fallimento.
Lydgate, a differenza di sua moglie, non cerca di risalire la scala sociale, ma di discenderla. Egli è nato in una famiglia benestante e nobile, ma si estranea dai suoi parenti decidendo di diventare un medico. Entrando nella classe dei professionisti, egli quindi decide volontariamente di fare parte di una classe inferiore e, tuttavia, è ancora avvezzo a quei lussi materiali di cui ha goduto durante la giovinezza, spendendo più del dovuto per comprare una clientela e per sistemare la casa matrimoniale. Lydgate, inoltre, persiste in attività idealistiche tipiche delle classi superiori, come lavorare presso il nuovo Ospedale senza onorario o ad alienarsi i pazienti chiedendo compensi in contrasto con la normale pratica medica di Middlemarch, ad esempio evitando di vendere medicine. I suoi pazienti iniziano a considerarlo uno snob arrogante, e non vogliono avere niente a che fare con lui. Pertanto, non appartenendo a nessuna delle due classi, Lydgate implicitamente rifiuta di far parte sia dell'una che dell'altra.

## Personaggi
- Dorothea Brooke — Una giovane donna benestante e intelligente, che aspira a compiere grandi opere. Ella rifiuta di uniformarsi a sfoggiare i segni della ricchezza come gioielli e abiti eleganti, e si lancia in progetti sociali come ridisegnare i cottage dei coloni di suo zio, avido e negligente. Raramente le sue idee vengono prese sul serio, e decide quindi di sposare il Reverendo Edward Casaubon, di quasi trent'anni più vecchio di lei, al fine di aiutarlo a scrivere la sua grande ricerca. Ma il matrimonio si rivela ben presto un errore, giacché Casaubon non prende a cuore le esigenze di Dorothea e si dimostra infastidito dalle sue rimostranze. Ella trova nel cugino del reverendo, Will Ladislaw, una sorta di spirito affine, e i due stringono una intensa amicizia. Dopo la morte di Casaubon, Dorothea e Will si innamorano ma combattono la loro attrazione a causa dello scandalo che può suscitare la loro relazione. Casaubon aveva incluso un codicillo al testamento in cui si prevedeva che se lei avesse sposato Ladislaw, sarebbe stata diseredata. Alla fine però i due si sposano e si trasferiscono a Londra.
- Tertius Lydgate — Giovane dottore di talento, appassionato, orgoglioso e ingenuo, di buona famiglia ma di scarsi mezzi finanziari, Lydgate spera di far compiere grandi progressi alla scienza medica tramite la sua ricerca e il nuovo ospedale. Finisce col farsi incastrare da Rosamond Vincy e la sposa. Il suo orgoglio e gli sforzi di dimostrarsi indipendente da tutto e da tutti risultano controproducenti e alla fine lascia la città. L'amore per Rosamond rapidamente svanisce ma finisce comunque col sacrificare tutti i suoi alti ideali pur di sbarcare il lunario e accontentare sua moglie.
- Rev. Edward Casaubon — Un ecclesiastico di mezza età ossessionato dall'ambizione di portare a termine la sua erudita ricerca, tanto da estraniarsi da tutto e da tutti. Sposa Dorothea Brooke, e questo porterà presto a un matrimonio senza amore. Il suo libro mai terminato, La Chiave di tutte le Mitologie, è da vedersi come un monumento al sincretismo cristiano.
- Mary Garth — Pratica, schietta, gentile, Mary è la figlia di Caleb e Susan Garth e lavora come badante di Mr. Featherstone. Lei e Fred hanno giocato fin da piccoli a fare i fidanzatini, ma adesso lo scoraggia perfino a corteggiarla fin quando non le dimostrerà di vivere in maniera seria, pratica e sincera.
- Mr. Brooke — Lo zio confuso e non molto intelligente di Dorothea e Celia. Pur essendo di idee progressiste, ha la reputazione di essere il peggior proprietario terriero nella contea, ma tenta comunque di entrare in Parlamento sulla base di un progetto di riforma.
- Celia Brooke — La sorella più giovane e tradizionalista che non condivide l'idealismo ascetico di Dorothea.
- Sir James Chettam — Un proprietario terriero i cui possedimenti confinano con quelli dei Brooke. Sir James è innamorato di Dorothea e prova a ingraziarsela aiutandola con i suoi piani volti al miglioramento delle condizioni dei coloni. Quando lei sposa Casaubon, lui decide di sposare Celia.
- Rosamond Vincy — Vanitosa, bella, superficiale, estremamente narcisista, Rosamond ha un'alta opinione del suo charme e una bassa sulla società di Middlemarch. Sposa Tertius Lydgate perché ritiene che questo matrimonio possa farla salire di rango, per continuare a condurre una vita comoda e spensierata. Quando suo marito va incontro a difficoltà finanziarie, lei ostacola i suoi sforzi a economizzare, incapace di sopportare l'idea di perdere il suo status nella società di Middlemarch.
- Fred Vincy — È il fratello di Rosamond, che ama Mary Garth fin da quando erano bambini. La sua famiglia spera di procurargli una vita sicura e migliorare il suo rango convincendolo a diventare prete, ma egli sa che Mary non lo sposerà se non abbandona la carriera ecclesiastica. Cresciuto con delle aspettative da erede nei confronti dello zio Mr. Featherstone, ha la tendenza a scialacquare il denaro e comportarsi irresponsabilmente, ma in seguito aspira a una professione da intraprendere con successo, guadagnandosi il rispetto di Mary.
- Will Ladislaw — Giovane cugino di Mr. Casaubon, non ha mezzi finanziari in quanto sua nonna sposò un povero musicista polacco e fu diseredata. È uomo di grande verve, idealismo e talento ma senza una professione definita. Si innamora di Dorothea, ma non può sposarla se lei non avrà rinunciato all'eredità di Casaubon.
- Mr. e Mrs. Cadwallader — Vicini dei Brooke. Mr. Cadwallader è un uomo di chiesa, mentre Mrs. Cadwallader è una donna pragmatica ma invadente che disapprova il matrimonio di Dorothea e le aspirazioni politiche di Mr. Brooke.
- Mr. e Mrs. Vincy — Due coniugi di una rispettabile famiglia di industriali. Desiderano che i loro figli progrediscano di classe, ma sono delusi sia dal matrimonio di Rosamond che da quello di Fred.
- Mr. Caleb Garth — Il padre di Mary Garth è un amministratore terriero gentile, onesto e generoso. È molto affezionato a Fred e alla fine lo prende sotto la sua ala protettiva.
- Mr. Farebrother — Un uomo di chiesa povero ma in gamba, nonché naturalista dilettante. È sinceramente amico di Lydgate e Fred Vincy, e ama segretamente Mary Garth.
- Nicholas Bulstrode — Un banchiere benestante sposato con la sorella di Mr. Vincy. È un pio metodista che tenta di imporre il suo credo nella società di Middlemarch, ma è anche portatore di un sordido passato che è disposto a nascondere a ogni costo. La sua religione, fatta soprattutto di "carenti metafore e una logica guasta", coerentemente favorisce i suoi desideri personali ma lo priva della solidarietà degli altri. Bulstrode è un uomo infelice che desidera da sempre essere migliore di quel che è, ma che ha mascherato le sue passioni egoiste sotto un'apparente veste di severità.
- Mr. Featherstone — È il vecchio proprietario terriero di Stone Court che aveva sposato la sorella di Mr. Garth e in seguito quella di Mr. Vincy come seconda moglie quando la prima morì.
- Mr. Hawley — Un uomo d'affari senza peli sulla lingua, nemico di Bulstrode, anche a causa delle sue tendenze antireligiose.
- Mr. Mawsey — Commerciante di Middlemarch.
- Dr. Sprague — Uno dei medici della città.
- Mr. Tyke — Un prete favorito da Bulstrode nell'assumere l'incarico di cappellano al nuovo ospedale di Middlemarch.
- John Raffles — È l'uomo custode del passato oscuro di Bulstrode, e indirettamente del futuro di Lydgate. Bulstrode è convinto che i suoi segreti saranno salvi dopo la dipartita di Raffles.
- Adolf Naumann — Un pittore tedesco del movimento Nazareno. È la versione romanzata di due veri pittori Nazareni, Johann Friedrich Overbeck e Joseph von Führich.

## Significato letterario e accoglienza tra il pubblico
- Virginia Woolf descrisse Middlemarch come «uno dei pochi romanzi inglesi veramente per adulti».
- Victor Sawdon Pritchett, in The Living Novel, scrisse: «Nessun romanzo vittoriano si avvicina a Middlemarch, nell'ampiezza dei suoi riferimenti, il suo potere intellettuale o l'imperturbabile vastità della sua narrativa [...] dubito che qualsiasi altro romanziere abbia altrettanto da insegnare ai moderni scrittori quanto George Eliot [...]. Nessun autore ha mai rappresentato le ambiguità delle scelte morali in maniera così completa».
- Il critico Jerome Beaty sostiene che si potrebbe leggere Middlemarch come il romanzo di Eliot sulla Riforma, benché la storia politica sia rappresentata solo indirettamente.

Popolare fin dalla prima pubblicazione, il romanzo rimane uno dei più letti della storia della letteratura, benché meno conosciuto in Italia. Nel gennaio del 2007, nella pubblicazione "The 10 Greatest Books of All Time", fu attribuito a Middlemarch il decimo posto nella classifica dei 10 libri più importanti di tutti i tempi, basata sulla votazione di 125 scrittori selezionati.

## Edizioni
- George Eliot, Middlemarch, traduzione di Mario Manzari, 2 voll., Torino, UTET, 1982. - Collana Grandi romanzi, Milano, BUR, 2008, ISBN 978-88-17-02077-0.
- George Eliot, Middlemarch, traduzione di e note di Michele Bottalico, a cura di Silvano Sabbadini, Collana Biblioteca n.51, Milano, Mondadori, 1983. - Collana Oscar Classici n.313, Mondadori, 1995; con uno scritto di Virginia Woolf, Oscar Classici, 2020.
- George Eliot, Middlemarch, Introduzione, prefazione, trad. e note di Giovanni Baldi, Collana i grandi libri, Milano, Garzanti, 1999,  p. 1022, ISBN 978-88-11-36734-5.
- (EN) George Eliot, Middlemarch, Edinburgh and London, William Blackwood and Sons, 1901. URL consultato il 14 aprile 2015.
- (EN) George Eliot, Middlemarch. 1, Edinburgh and London, William Blackwood and Sons, 1871. URL consultato il 14 aprile 2015.
- (EN) George Eliot, Middlemarch. 2, Edinburgh and London, William Blackwood and Sons, 1872. URL consultato il 14 aprile 2015.
- (EN) George Eliot, Middlemarch. 3, Edinburgh and London, William Blackwood and Sons, 1872. URL consultato il 14 aprile 2015.
- (EN) George Eliot, Middlemarch. 4, Edinburgh and London, William Blackwood and Sons, 1872. URL consultato il 14 aprile 2015.